# Referendum w Szwajcarii w 2009 roku (wrzesień)
Referendum w Szwajcarii we wrześniu 2009 roku – referendum przeprowadzone w Szwajcarii w dniu 27 września 2009. Jego przedmiotem były dwie kwestie: wzrost podatku VAT w celu sfinansowanie ubezpieczeń dla niepełnosprawnych (Invalidenversicherung) oraz zniesienie instytucji powszechnych inicjatyw ludowych (Allgemeine Volksinitiative), uznanych za niemożliwe ze względów proceduralnych.
Wyborcy opowiedzieli się wprowadzeniem proponowanych zmian. Na pierwsze pytanie twierdząco odpowiedziało 67,9% głosujących, na drugie pytanie "tak" odpowiedziało 54,4% głosujących.

## Wyniki
| Pytanie | Za    | Przeciw |
| --- | ----- | ------- |
| Czy jest pan/pani za podniesieniem podatku VAT w celu sfinansowania Invalidenversicherung?                                    | 67,9% | 22,1%   |
| Czy jest pan/pani zniesieniem powszechnych inicjatyw ludowych, które zostały uznane za niemożliwe ze względów proceduralnych? | 54,4% | 45,6%   |